# Please Hold
Please Hold ist ein US-amerikanischer Kurzfilm von K.D. Dávila. Der Film wurde bei der Oscarverleihung 2022 als Bester Kurzfilm nominiert.

## Handlung
Mateo ist gerade auf dem Weg zur Arbeit, als ihn sein Smartphone warnt, das ein Haftbefehl gegen ihn vorliegt. Er hält dies zunächst für einen Irrtum, doch plötzlich ist eine Drohne vor ihm und verlangt, dass er Handschellen anlegt. Als er sich zunächst weigert, droht diese ihm mit „nicht-tödlicher Gewalt“ und zückt einen Elektroschocker. Er legt die Handschellen an und wird in die Untersuchungshaft gebracht. Dort muss er seine persönlichen Gegenstände abgeben und erhält Sträflingskleidung. In der Zelle selbst ist ein riesiger Display, auf dem sowohl Instruktionen als auch Werbevideos gezeigt werden. Er versucht zunächst zu erfahren, warum er überhaupt verhaftet wurde, scheitert jedoch an der Benutzerführung. Sein Prozess wäre erst in 90 Tagen, der Pflichtverteidiger beziehungsweise das vorgeschaltete Computerprogramm gibt ihm lediglich eine Erfolgsquote von ein paar Prozent und lehnt es deshalb ab, den Fall weiterzuleiten. Das Strafmaß wären 40 bis 45 Jahre. Anschließend wird er aufgefordert, für „schuldig“ oder „nicht schuldig“ zu plädieren. Im Falle eines Schuldbekenntnis würde er lediglich eine Haftstrafe von 7 bis 9 Jahren bekommen. Mateo beschließt die Polizei einzuschalten und will einen menschlichen Polizisten des LAPD sprechen. Den Nutzungsbedingungen stimmt er ungelesen zu. Er landet in einer Warteschleife und legt sich schlafen.
Anderthalb Stunden später wird er von einer Computerstimme geweckt, die ihm mitteilt, das der Anruf abgebrochen wurde, da er kein Einkommen mehr habe. Er muss mit Entsetzen feststellen, das der Anruf 3 Dollar pro Minute gekostet hat und er dem zugestimmt hat, als er die Nutzungsbedingungen akzeptierte. Um sich die Zeit zu vertreiben und etwas Geld zu verdienen, nimmt er am Programm „Homemade“ teil und beginnt zu stricken. Dabei bastelt er für sich einen Glücksbringer. Als er genug Geld für einen Anruf hat, versucht er seine Eltern zu überzeugen, ihm 10.000 Dollar für einen Strafverteidiger zu überweisen, doch diese hören ihm kaum zu.
Nach einer Woche im Gefängnis ist er gebrochen. Es erscheint erneut eine Drohne und versucht ihn dazu zu drängen für schuldig zu plädieren. Doch in der Zwischenzeit haben seine Eltern doch Geld überwiesen und so gelingt es ihm, den Strafverteidiger zu informieren. Dieser weist zunächst auf die geringen Erfolgsaussichten hin, sagt dann aber plötzlich: "Oh, nicht schon wieder!" und fordert Mateo auf, abzuwarten. Deprimiert legt sich Mateo aufs Bett.
Überraschend wird er geweckt und dazu aufgefordert seine Zelle zu verlassen. Er wird, ohne Angabe von Gründen, entlassen. Er erhält sein Smartphone zurück, das eine lange Anrufliste mit Mahnungen enthält und auch seine Kündigung. Eine Werbung für „Handmade“ erscheint, die auch ehemalige Häftlinge einstellen.

## Hintergrund
K. D. Dávilas Science-Fiction-Dystopie über einen Polizeistaat ist gleichzeitig ihr Debütfilm als Regisseurin. Vorher war sie bereits als Drehbuchautorin für den Film Emergency aktiv. Die Inspiration zum Film kam durch einen wahren Fall, von dem sie in der Zeitung las. Ein junger Latino wurde verhaftet, weil er den gleichen Namen wie ein Verdächtiger hatte. Er wurde nach Wochen in Untersuchungshaft schließlich einem Richter vorgeführt und direkt freigesprochen, da die Beschreibung nicht passte. In dieser Zeit hatte er jedoch bereits seinen Job sowie sein Auto verloren. Diesen Fall kombinierte sie zusammen mit ihrem Ko-Drehbuchautor OImer Levin Meneske mit einem Science-Fiction-Szenario mit Künstlicher Intelligenz.

## Rezeption
Der Film wurde bei der Oscarverleihung 2022 in der Kategorie Bester Kurzfilm nominiert. K.D. Dávila ist damit eine der wenigen Regisseurinnen, die für ihren ersten Film direkt eine Oscar-Nominierung erhalten haben. Der Oscar ging aber an The Long Goodbye von Riz Ahmed und Aneil Karia.